# Magnar Lundemo
Magnar Lundemo (* 4. März 1938 in Meråker; † 7. Januar 1987 in Meråker) war ein norwegischer Skilangläufer und Leichtathlet.

## Werdegang
Lundemo, der für den IL Varden startete, belegte als Skilangläufer bei den Olympischen Winterspielen 1960 in Squaw Valley den 16. Platz über 30 km. Bei den nordischen Skiweltmeisterschaften 1962 in Zakopane wurde er über 15 km und mit der Staffel jeweils Vierter. Im März 1962 errang er bei den Lahti Ski Games den dritten Platz über 50 km. Bei den Olympischen Winterspielen 1964 in Innsbruck kam er auf den achten Platz über 15 km und auf den vierten Rang mit der Staffel. Im folgenden Jahr belegte er bei den Svenska Skidspelen den dritten Platz über 30 km und im Jahr 1966 den ersten Platz mit der Staffel. Im Jahr 1974 gewann er den Marcialonga. Bei norwegischen Meisterschaften errang er jeweils dreimal den zweiten und dritten Platz. Im Jahr 1961 wurde er norwegischer Meister über 15 km.
Als Leichtathlet gewann Lundemo 1961 und 1962 die norwegischen Meisterschaften über 10.000 m und im Jahr 1964 im Marathon. Bei den Leichtathletik-Europameisterschaften 1962 in Belgrad gelang ihn der 19. Platz über 10.000 m.
Im Jahr 1962 wurde Lundemo mit dem Egebergs Ærespris ausgezeichnet.